# Allobates crombiei
Allobates crombiei é uma espécie de anfíbio da família Aromobatidae. Endêmica do Brasil, pode ser encontrada apenas na região do rio Xingu no município de Altamira, no estado do Pará.